# Algemeene Maatschappij van Levensverzekering en Lijfrente

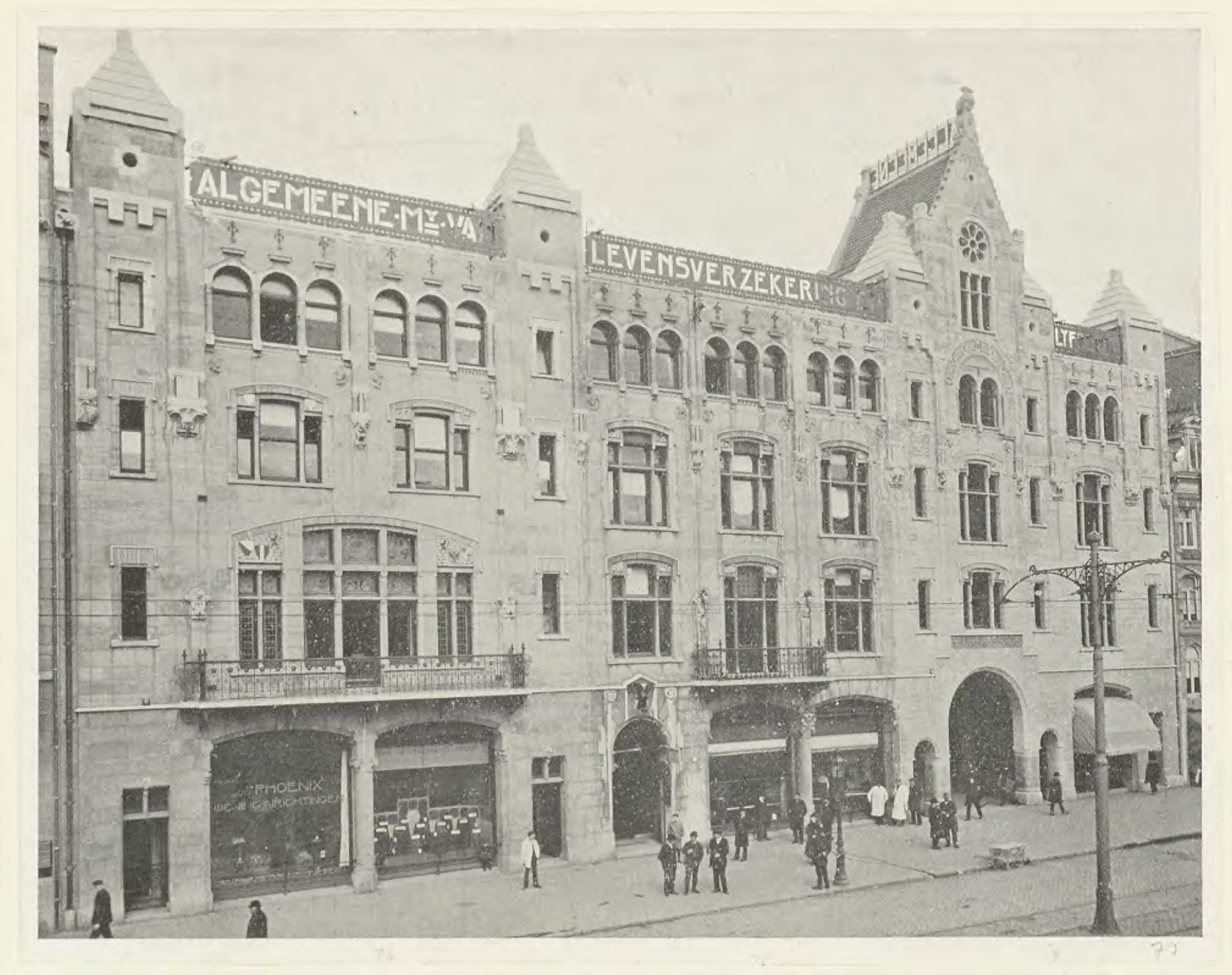
Gebouw Algemeene Maatschappij van Levensverzekering en Lijfrente omstreeks 1905

De Algemeene Maatschappij van Levensverzekering en Lijfrente was een in Amsterdam gevestigde verzekeringsmaatschappij, die in 1880 werd opgericht. In 1890 werd het de Nederlandse levensverzekeraar met het hoogste verzekerd bedrag. In 1921 was het bedrijf praktisch failliet. Deze situatie was voor de Nederlandse staat aanleiding tot het indienen van een noodwet om de belangen van de verzekerden enigszins te beschermen. Het instorten van deze grote maatschappij gaf de stoot tot het instellen van staatstoezicht op levensverzekeraars. In december 1922 werd de wet op het Levensverzekeringsbedrijf van kracht en in september 1923 werd de Verzekeringskamer opgericht.

## Voorgeschiedenis
Op 12 april 1880 werd door de Hoge Raad bepaald dat de koninklijke besluiten uit 1830, 1833 en 1840, waarin Nederlandse verzekeringsmaatschappijen onder ongunstiger voorwaarden moesten werken dan buitenlandse, niet rechtsgeldig waren. Het ging met name over de sterftetafels waaraan de Nederlandse bedrijven gebonden waren. De Algemeene Maatschappij van Levensverzekering en Lijfrente betrad bij de oprichting in Amsterdam op 17 december 1880 dus een verzekeringsmarkt met een gelijk speelveld. Er was wel behoefte aan een zeker staatstoezicht, maar dan voor alle maatschappijen gelijk. Vanaf 1883 werd er gewerkt aan een wetsontwerp, waarin dat toezicht werd geregeld maar het zou bijna 40 jaar duren voordat zo'n wet werd ingevoerd.

Het bedrijf ging in 1881 van start door meteen het Onderling Levensverzekerings-Genootschap over te nemen. Dit Genootschap, opgericht in september 1872, was gevestigd in Amsterdam in een pand aan de Leidsche gracht, later aan het Spui 12. Commissarissen waren dr. J. van Geuns, hoogleraar geneeskunde en mr. M. C. van Hall, advocaat en bankdirecteur. De directeuren L. A. Bruyn en A. Reydon waren assuradeur en E. W. Scott was de actuaris. Het genootschap bood ‘verzekeringen op het leven’ aan in de vorm van kapitaal of lijfrente. Winsten kwamen ten goede aan de deelnemers, in de vorm van een lagere premie of een hoger verzekerd bedrag. In 1874 werd het aantal commissarissen met drie uitgebreid, waaronder dr. S. R. J. van Schevichaven, leraar wis- en natuurkunde.
Kort voor de overname door de Algemeene verhuisde het bedrijf naar Heerengracht 378, wat meteen het adres werd van de Algemeene. De drie bestuurders van het Onderling Levensverzekerings-Genootschap gingen mee naar de Algemeene: de directeuren Van Schevichaven en Scott en de administrateur J. F. L. Blankenberg, die tot onderdirecteur werd benoemd. In de Raad van Commissarissen van tien personen kwam geen van de commissarissen van het Onderling Levensverzekerings-Genootschap terug.

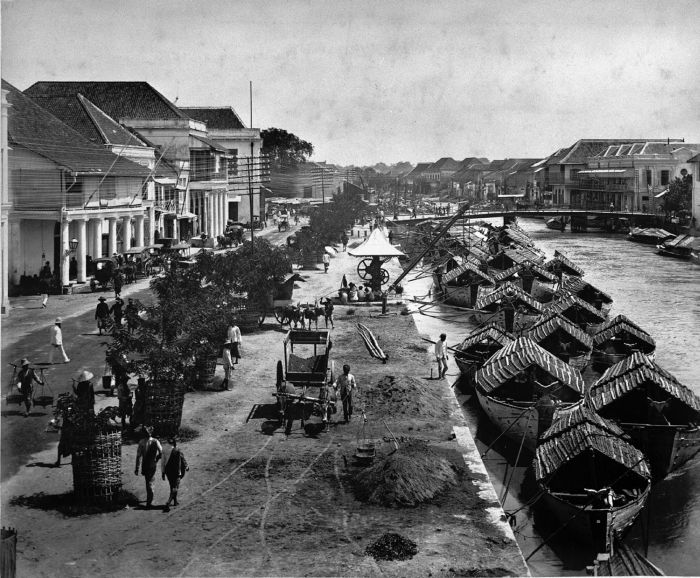
De Willemskade langs de Kali Mas Soerabaja omstreeks 1880

## Doelstellingen
De Algemeene ging verzekeringen van kapitalen en lijfrenten sluiten met als grondslag ‘de kansen van het menselijk leven’. Daarbij maakte men onderscheid tussen de ‘gewone levens- en sterftekansen’ en de ‘bijzondere kansen’ van zeelieden en militairen, die een groter risico liepen op overlijden.
De Algemeene wilde zo snel mogelijk de grootste Nederlandse verzekeringsmaatschappij worden om zo de concurrentie met buitenlandse maatschappijen aan te gaan, die in 1880 nog het grootste deel van de Nederlandse verzekeringsmarkt in handen hadden. Men wilde op twee manieren de grootste worden: door andere verzekeringsbedrijven over te nemen die 'passen bij de eigen doelstellingen' en door bijkantoren en agentschappen te vestigen in binnen- en buitenland. Er werden in zoveel mogelijk Nederlandse gemeenten agenten geworven en er werd een groot aantal inspecteurs aangesteld.
Het overnemen van kleine Nederlandse maatschappijen kwam niet van de grond, maar het stichten van bijkantoren buiten Nederland ging in een hoog tempo: in 1881 Brussel en Hamburg, in 1882 Soerabaja (Indonesië/Nederlands-Indië), 1883 Luxemburg, 1884 Frankrijk en Oostenrijk, 1888 Zuid-Afrika en in 1890 Hongarije. De Algemeene had in 1890 het hoogste verzekerd bedrag van alle Nederlandse maatschappijen, waarvan de helft afkomstig was uit buitenlandse bijkantoren. In 1899 stichtte de Algemeene een Russische dochteronderneming in Sint-Petersburg.

## Bedrijfsvoering
Nederlandse verzekeraars maakten in de 19e eeuw nauwelijks reclame, buitenlandse maatschappijen deden dat wel. Om snel te kunnen groeien ging de Algemeene volop gebruik van maken van reclame. Er werd in landelijke en regionale kranten geadverteerd en op de gebouwen van het hoofdkantoor en de bijkantoren prijkten opvallende reclameteksten. Agenten kregen elke week een zogenoemd Blaadje toegestuurd met voor hen relevante informatie. Zo nu en dan werden daarin ook stukjes opgenomen over de historische ontwikkeling van de levensverzekering en over de mensen die daarin een belangrijke rol hadden gespeeld. In 1897 gaf de Algemeene een boek uit onder de naam Bouwstoffen voor de geschiedenis van de Levensverzekeringen en Lijfrenten in Nederland. In het algemeen moest het publiek nog worden overtuigd van het belang van levensverzekeringen en lijfrentes. De vertegenwoordigers van de Algemeene kregen geregeld een brochure met ‘aanwijzingen en raadgevingen’. Zo werden ze o.a. aangespoord ‘de mensen zelf op te zoeken, hun geweten wakker schudden en hen met volhardende overtuigingskracht tot een besluit te brengen’.
Een snel groeiende levensverzekeringsmaatschappij moet veel reserveren voor toekomstige uitkeringen en dat werkt belemmerend op de expansiemogelijkheden. Omdat de Algemeene beslist wilde blijven uitbreiden, gebruikte het riskante boekhoudkundige en actuariële methoden om daarvoor voldoende kapitaal beschikbaar te houden. De actuaris Corneille L. Landré ging daarin mee en de wiskundige commissaris prof. Van Geer verdedigde dit beleid. De opvolger van de in 1905 overleden Landré, de Engelse actuaris T.R. Chandler, vertrok al na enkele maanden, o.a. omdat hij de actuariële reserve te laag vond. Van Geer hield vol dat de reserve voldoende was. De nieuwe actuaris dr. A. van Eldik kreeg voor elkaar dat de actuariële reserve eind 1906 werd verhoogd, weliswaar nog niet tot het door hem berekende noodzakelijke niveau, maar hij ging akkoord onder de voorwaarde dat binnen een zo kort mogelijke tijd de reserve op de hoogte zou komen die hij had aangegeven.
Aan die voorwaarde werd nooit voldaan. Commissarissen die zich afvroegen of de reserve echt voldoende was, werden gerustgesteld door de president-commissaris en de wiskundig commissaris. Dat de grondslagen die werden gebruikt voor de berekeningen geen enkele veiligheidsmarge hadden, werd door hen niet als een probleem gevoeld. De actuaris had niet het laatste woord over de hoogte van de actuariële reserve. De directie bepaalde uiteindelijk het bedrag, waarbij volgens directeur Scott de uitkomst niet in strijd mocht zijn met commerciële belangen van het bedrijf. Het belangrijkste commercieel belang was het op peil houden van de productie en men vreesde dat die zou teruglopen als de jaarlijkse winstuitkering uit zou blijven. En dus werd ook in jaren met verlies toch winst uitgekeerd en boekhoudkundig werd dat rechtgebreid door de reserves te verlagen.

## Resultaten bijkantoren

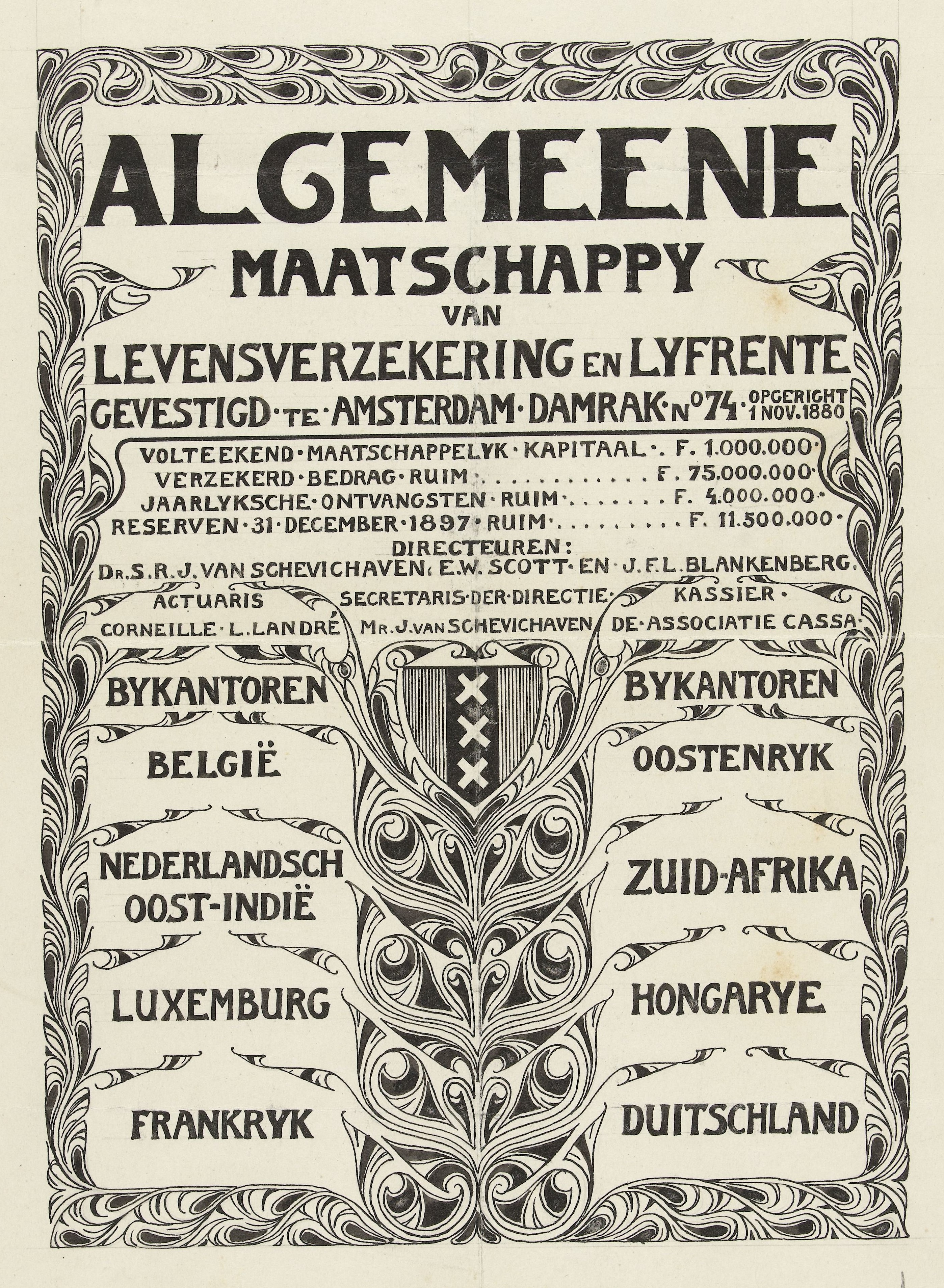
Reclameplaat met de bijkantoren, getekend door H.P. Berlage omstreeks 1897

Vanaf het begin stond vast dat er een bijkantoor in Nederlands-Indië zou worden gevestigd. Onderdirecteur Blankenberg ging daar in de loop van 1881 heen en in augustus 1882 werd het bijkantoor in Soerabaja geopend. De hoofdagent en zijn plaatsvervanger waren door Blankenberg opgeleid en voorbereid. Er werden meteen 30 agenten aangesteld. Men gebruikte de Nederlandse tarieven, verhoogd met een extra premie voor het tropenrisico. Na zijn terugkeer in Nederland werd Blankenberg bevorderd tot directeur. De productie in Nederlands-Indië was winstgevend.

Het bijkantoor in Hamburg breidde zijn activiteiten na 1893 uit over andere Duitse staten en er was een tweede bijkantoor nodig in Leipzig. In 1906 stond de Algemeene voor de keuze: voldoen aan strenge Duitse wetgeving of stoppen. De productie was niet meer rendabel, het bijkantoor in Hamburg was al in 1896 gesloten. Men besloot tot stoppen en afwikkelen van de bestaande portefeuille.
In Frankrijk werden slechte resultaten geboekt en het management daar kreeg de zaak niet op orde. Toch bleef men in Amsterdam hopen op verbetering die niet kwam. In 1905 werd in Frankrijk een wet van kracht die regelde dat de premiereserve bij de overheid moest worden gedeponeerd. Men besloot te stoppen. De afwikkeling van de bestaande portefeuille bleek een kostbare zaak.
De resultaten in België en Luxemburg vielen aanvankelijk tegen, later ging het beter maar ze bleven marginaal. 
In Oostenrijk werd een maatschappij van volksverzekeringen overgenomen, maar de resultaten waren onbevredigend. Hetzelfde gold voor Hongarije. Het bijkantoor in Zuid-Afrika stelde niet veel voor en in 1910 werd de productie gestaakt.

## Russische dochteronderneming
In 1899 richtte de Algemeene een zelfstandige levensverzekeringmaatschappij op in St. Peterburg onder de naam Generalnoie. Een jaar eerder was men in contact gekomen met de Rus Alexander Wolff, die belangstelling toonde voor samenwerking met de Algemeene. In eerste instantie dacht men aan de oprichting van een bijkantoor. Volgens Wolff was de Russische regering daar tegen en zo werd het een zelfstandige dochteronderneming. Wolff stelde zonder overleg in 1902 een Russische generaal-agent aan over vijf districten en de afgesproken provisieregeling betekende dat 95% van de eerste jaarpremie daaraan besteed moest worden. Over de volgende jaarpremies werd 7% provisie gerekend. Er waren al snel ruim 2000 agenten aangesteld, wat men in Amsterdam veel te veel vond. De Russische regering eiste een hogere actuariële reserve eiste dan in Nederland.
Intussen had Wolff achttien bijkantoren opgericht en de snelle groei bracht hoge acquisitiekosten mee wat zou leiden tot een groot tekort op de balans. De Russische regering eiste dat aandeelhouders het tekort zouden aanzuiveren en de Algemeene was de enige aandeelhouder. In de jaren daarna bleven de tekorten en bleef de Algemeene aanzuiveren.
In 1907 had men het vertrouwen in Wolff verloren, maar directeur Scott en commissaris Van Geer meenden dat in de Russische portefeuille voldoende waarde zat om met de dochteronderneming door te gaan. Directeur Blankenberg reisde naar St. Petersburg en benoemde daar een nieuwe directie bestaande uit hemzelf en twee andere Nederlanders. Onder druk van de Russische regering nam een Rus de plaats van Blankenberg in.

## Berlage als huisarchitect
Verzekeraars wilden met hun gebouwen herkenbaar zijn voor het publiek, dat nog bewust moest worden gemaakt van het nut van een lijfrente of een levensverzekering. De Algemeene verbleef het eerste decennium in gehuurde panden, eerst Herengracht 378 bij de Huidenstraat, sinds 1885 in de Nieuwe Spiegelstraat 6. In 1891 kocht men de panden Damrak 74, 75 en 76 en twee huisjes in de aangrenzende Baafjessteeg om daar een nieuw gebouw neer te zetten. Architect Hendrik Petrus Berlage kreeg op 21 september 1892 de opdracht en op 28 mei 1894 kon de Algemeene het nieuwe hoofdkantoor in gebruik nemen.
Berlage ontwierp ook de uithangborden en reclame-opschriften, waarmee de voorgevel levendiger werd en meer aandacht trok. De naam van het bedrijf werd op het dak gezet. Op de vorst van het zadeldak op de rechter travee werd de naam in grote letters afgekort tot ALGEMEENE. Voor reizigers die uit het Centraal Station kwamen was hij meteen zichtbaar. Op de kroonlijst van de twee traveeën met een plat dak werd de volledige naam gezet. Om de letters zo duidelijk mogelijk te laten uitkomen bleek de negatieve vorm de beste: in een donkere metalen band werden de letters uitgespaard.

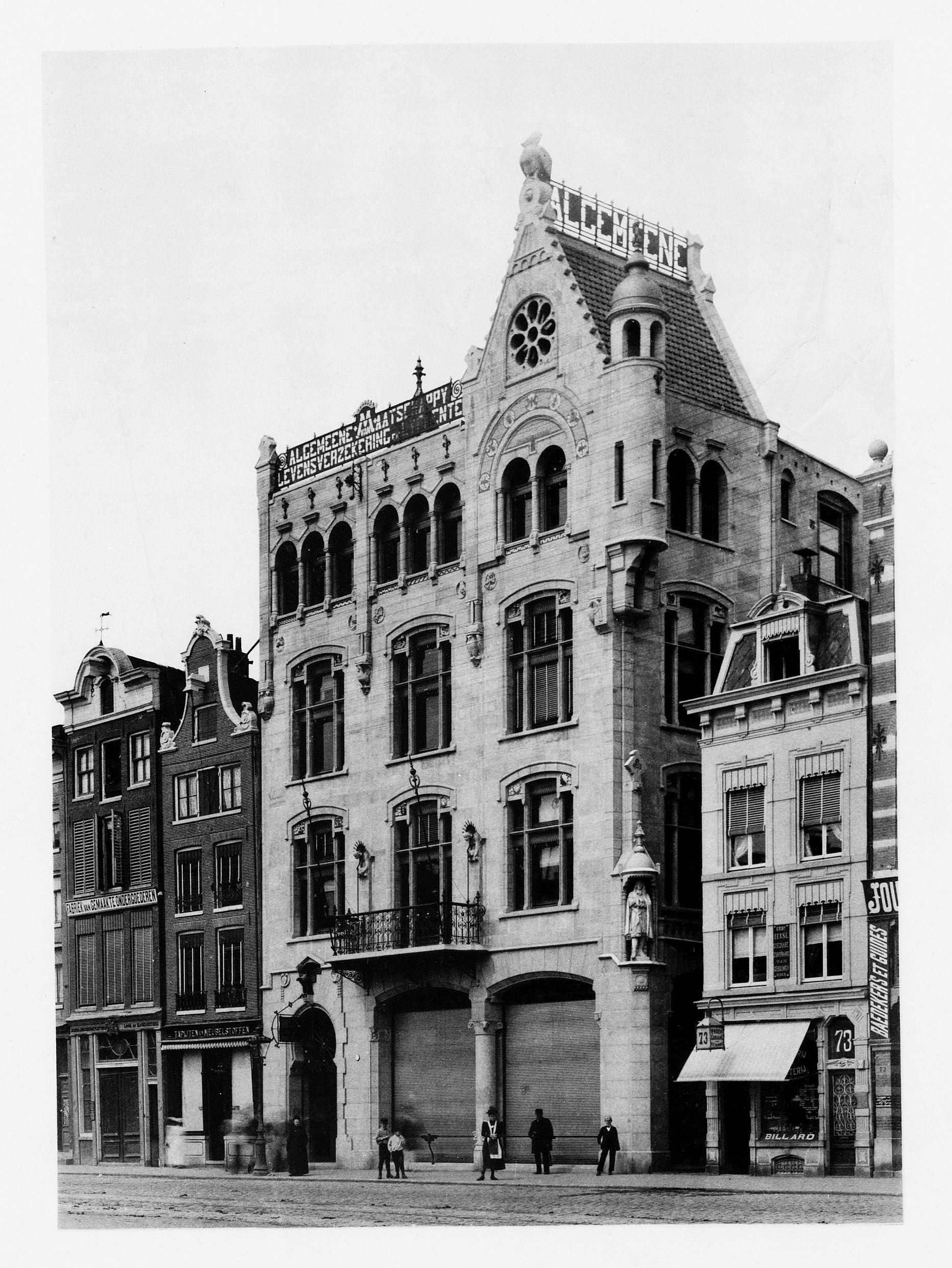
Het eerste kantoor gebouwd 1892-1894
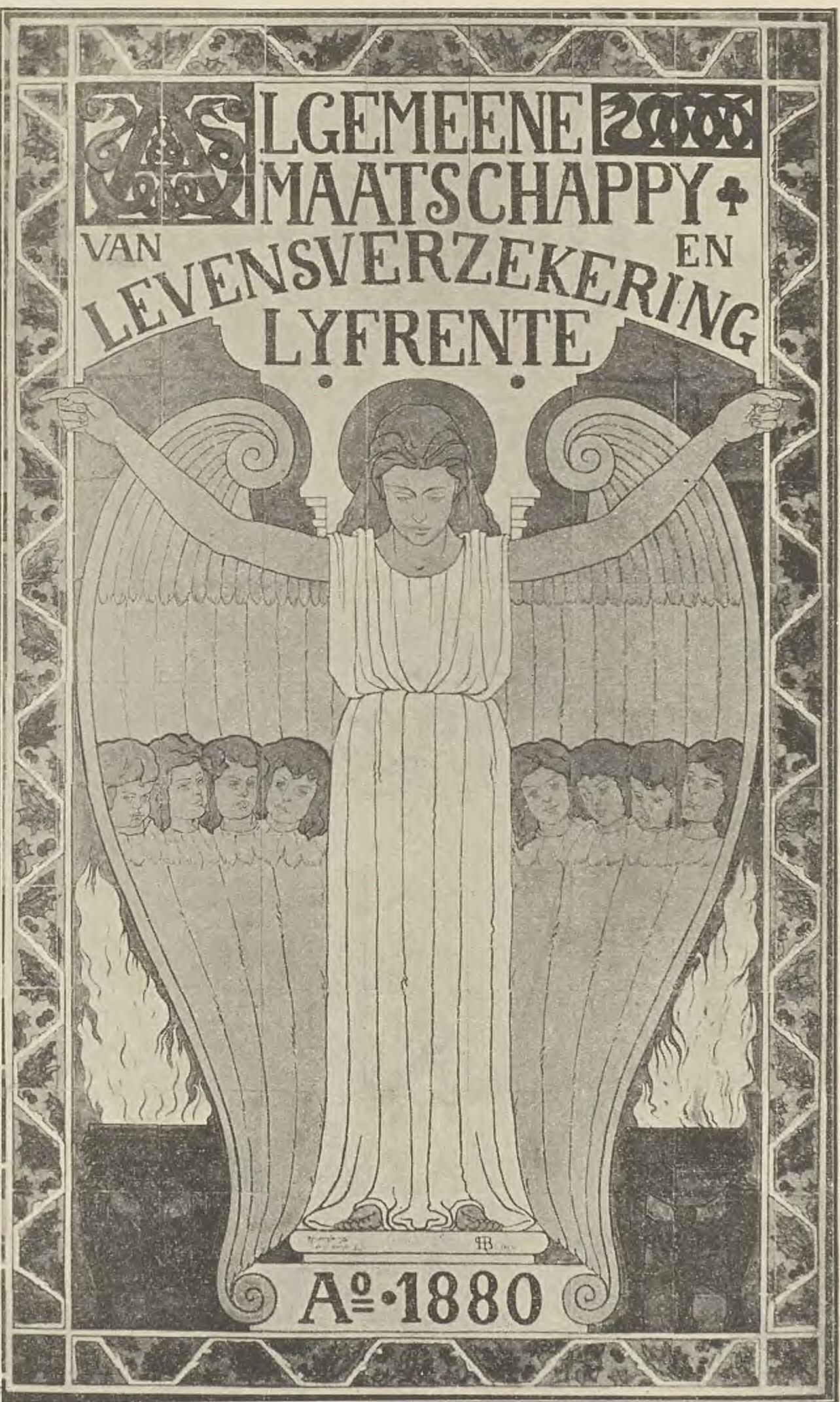
Tegeltableau in het trappenhuis
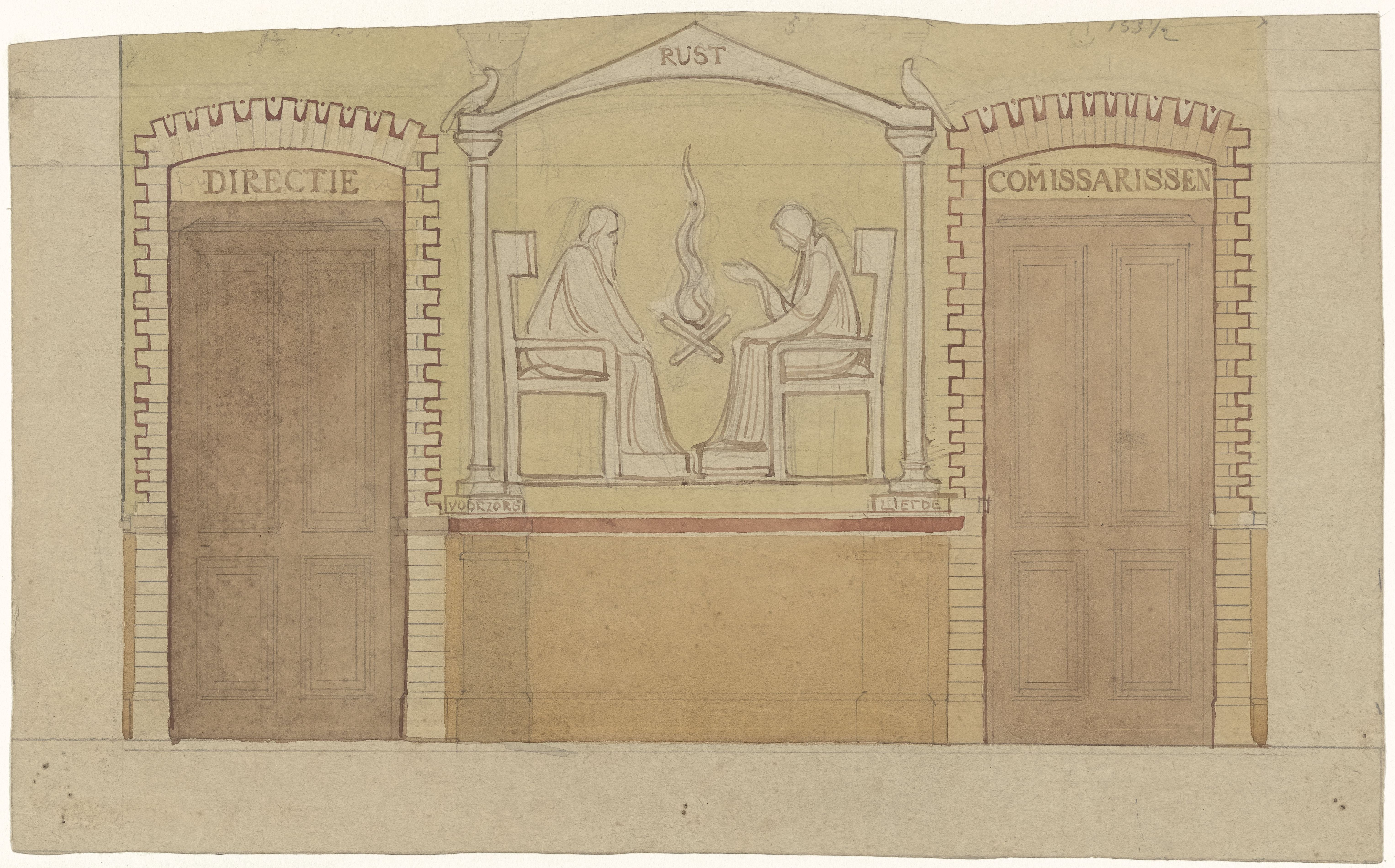
Ontwerp muurschildering: Rust van de oude dag, door Voorzorg en Liefde
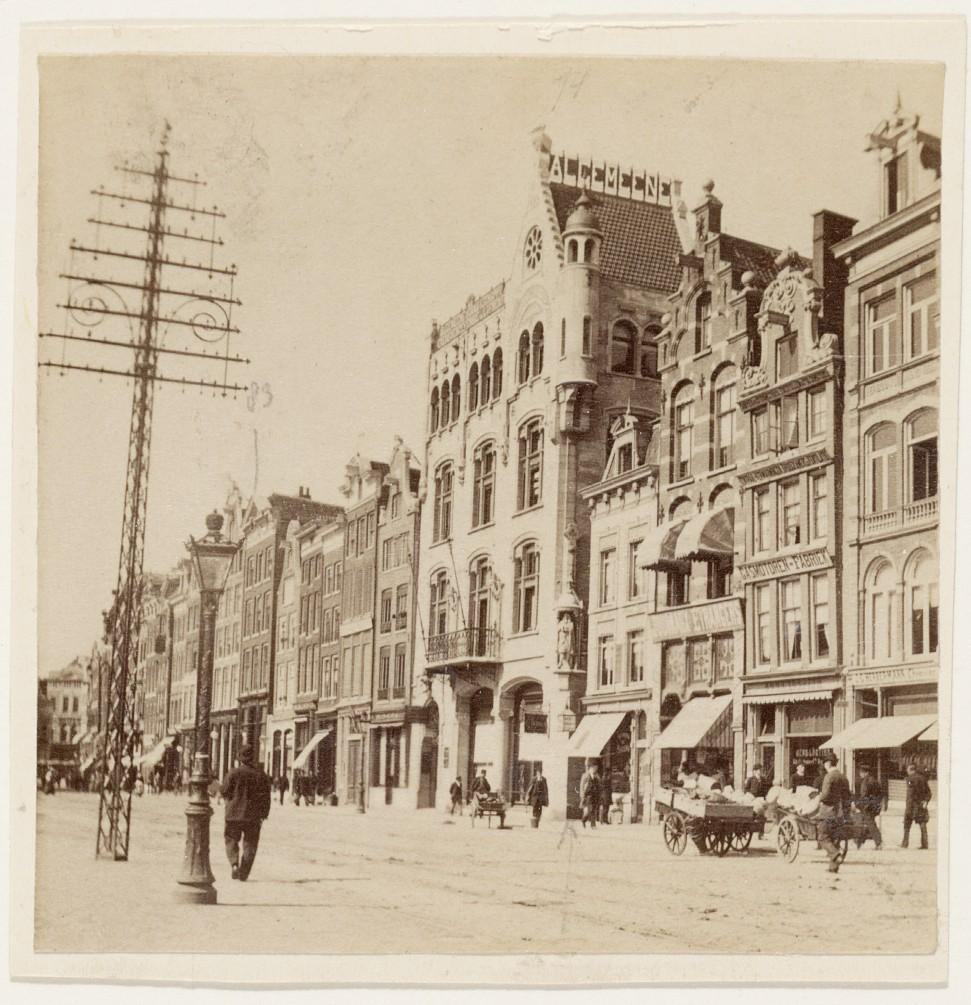
Het kantoor tussen de huizen aan het Damrak
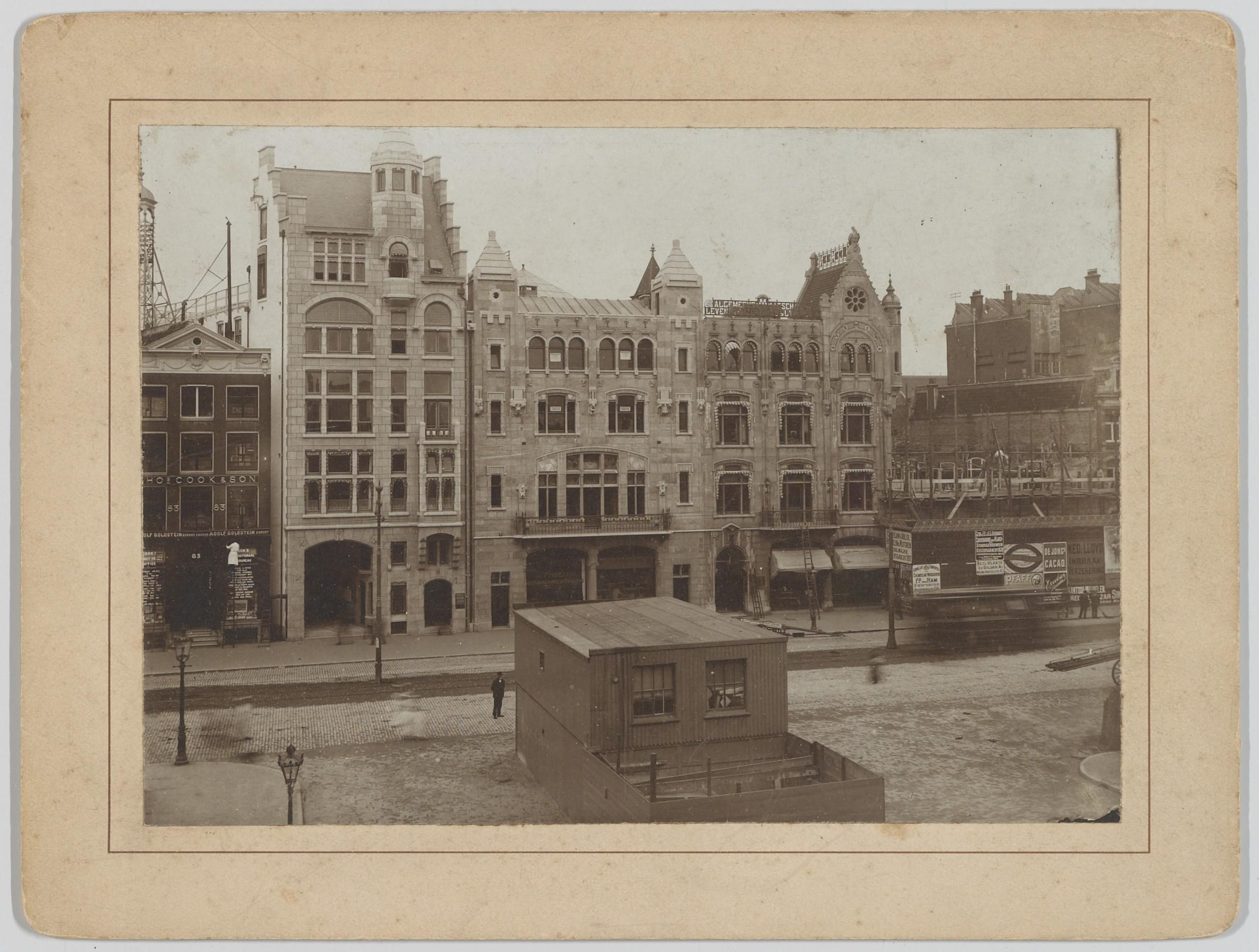
De uitbreiding naar links is klaar (1902)
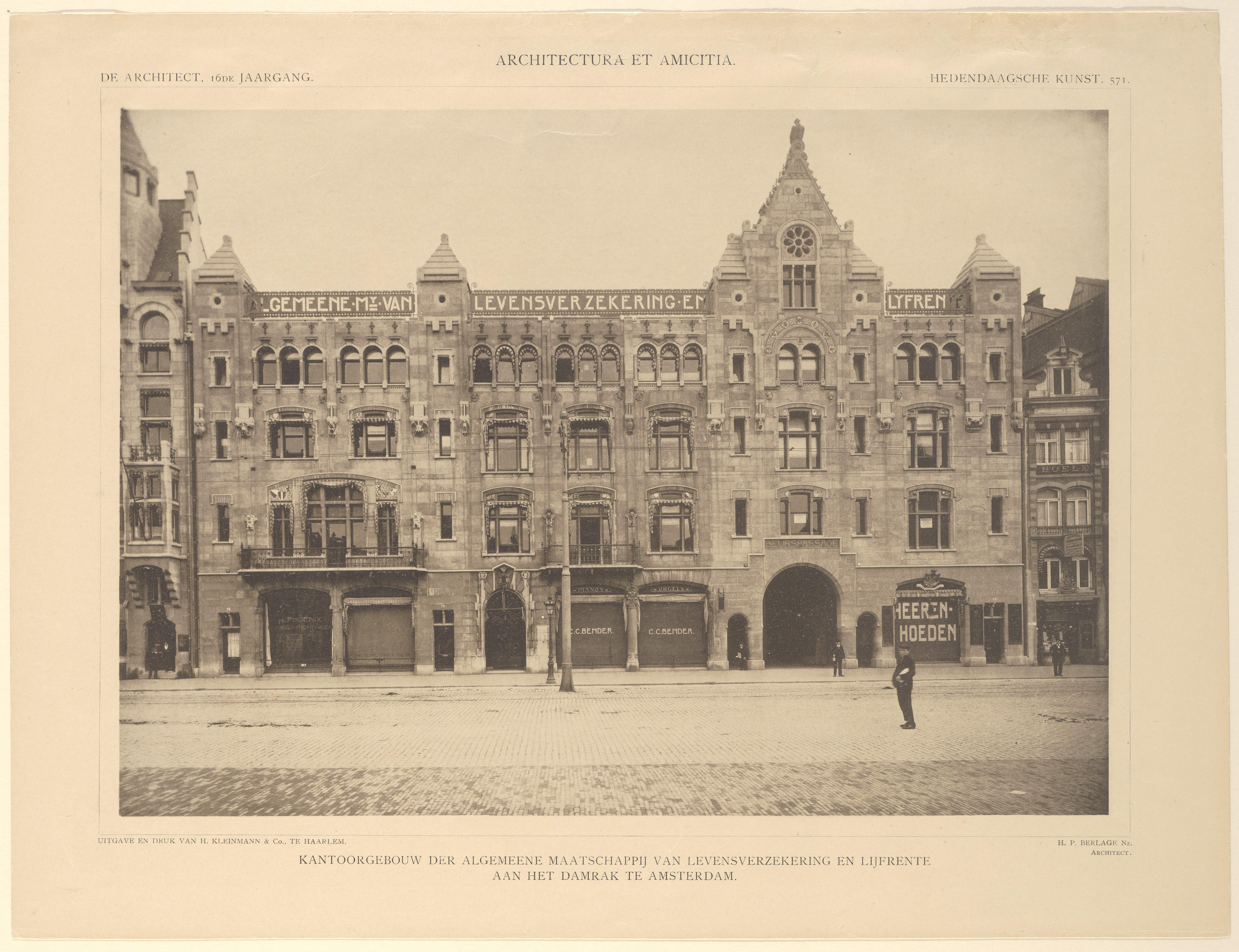
Het kantoor met de uitbreiding naar beide kanten en de passage (1905)
Willemskade te Soerabaja met het kantoor van de Algemeene

In Nederlands-Indië kreeg Marius Jan Hulswit de opdracht een nieuw kantoor aan de Willemskade in Soerabaja te ontwerpen. Zijn ontwerp werd aan Berlage voorgelegd die het afkeurde. Een volgend ontwerp van Hulswit werd door Berlage zo sterk aangepast dat Hulswit de bouw ervan niet wilde begeleiden. Het kantoor kwam in 1901 gereed.
In Leipzig werd door Berlage een gebouw ontworpen dat zou worden gebruikt door de Algemeene en De Nederlanden van 1845: het Niederländisches Haus aan de Augustusplatz, dat in 1902 gereed kwam. Vier jaar later besloot de Algemeene in Duitsland te stoppen.
Tussen 1903 en 1905 werd het hoofdkantoor aan het Damrak naar beide kanten flink vergroot. Op de plek van de Baafjessteeg kwam een overdekte passage. Aan de overkant van het Damrak was in 1903 de Beurs van Berlage gereed gekomen en in 1905 kreeg de passage tussen Damrak en Nieuwendijk officieel de naam Beurspassage.

## Toenemende concurrentie en oorlog

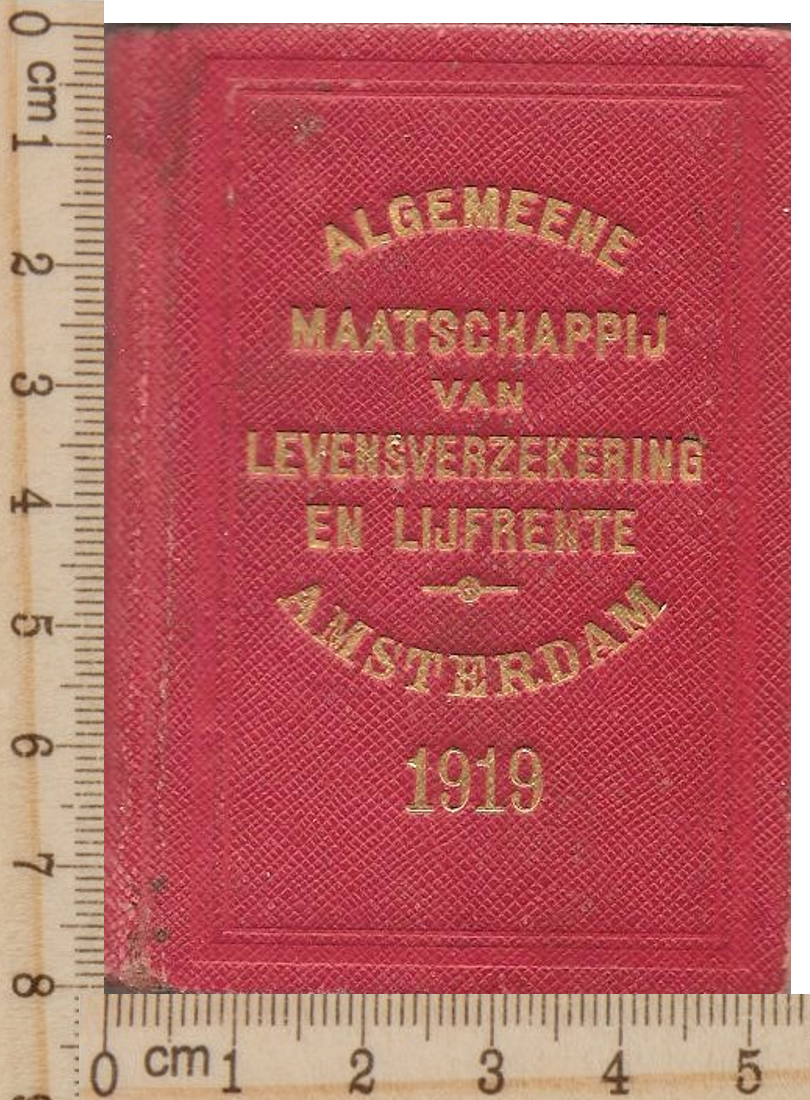
Mini-almanak, 224 pagina's, uitgegeven in 1919

Vanaf omstreeks 1908 ondervond de Algemeene toenemende concurrentie van andere verzekeringsmaatschappijen in Nederland en Nederlands-Indië. De poging om een aanzienlijk belang te nemen in concurrent Nillmij in Batavia mislukte. In Frankrijk nam men in herverzekering 20% van de productie van de Populaire, een maatschappij van volksverzekering.
De Balkanoorlogen in 1912 en 1913 hadden een negatieve invloed op het resultaat in Oostenrijk en Hongarije. Om zich als een solide maatschappij te presenteren moest de Algemeene zich financieel gezien in bochten wringen om die schijn te kunnen ophouden. Vanaf het begin was er nooit in de publieke rapportages over de Russiche onderneming gerept en over de waarde daarvan had de directie een veel te rooskleurig beeld.
Het uitbreken van de Eerste Wereldoorlog maakte de zaken in binnen- en buitenland er niet beter op. Om het publiek te overtuigen van de soliditeit van het bedrijf verscheen er in 1916 een advertentie met de tekst: de waarde van beleggingsfondsen zijn onzeker, een polis van de Algemeene is altijd 100% waard. In 1917 was de boodschap simpel: onze waarborgen op 31 december 1916 bedroegen f. 69.357.435.31½. Een groot bedrag tot op de halve cent nauwkeurig, dat moest wel overtuigen.

In mei 1917 werd er door de Russische regering druk uitgeoefend op de Generalnoie om met hun banktegoed Russische schatkistpapieren te kopen. De aandelen van de Generalnoie stonden voor 2,5 miljoen gulden in de boeken. Het bewind dat na de Russische revolutie aan de macht kwam bewerkstelligde de ondergang van de dochteronderneming. Verder waren de Russische fondsen waarin de Algemeene ruim vijf miljoen gulden had belegd volstrekt waardeloos geworden.

## Staatscommissies en staatsmonopolies
Sinds 1880 werkten binnenlandse en buitenlandse verzekeringsmaatschappijen in Nederland onder gelijke voorwaarden, maar elk staatstoezicht ontbrak. Daarom werd in oktober 1883 een staatscommissie ingesteld, die in mei 1885 verslag uitbracht en een concept wetsontwerp leverde. Het werd in november 1887 gepubliceerd. Naar het voorbeeld van Engeland was het wetsontwerp gebaseerd op vrijheid voor de verzekeraars met de verplichting van openbaarheid van voorwaarden en tarieven. De kritiek op het wetsontwerp vertraagde de behandeling en daarom kreeg in 1892 een nieuwe staatscommissie de opdracht een wetsontwerp te maken voor alleen begrafenisfondsen. In 1895 werd de opdracht alsnog uitgebreid tot het gehele levensverzekeringsbedrijf. De commissie kwam in 1897 met een voorstel gebaseerd op permanent staatstoezicht. Er kwam opnieuw kritiek en op een congres van verzekeraars in Engeland in 1898 hield directeur Blankenberg een presentatie, waarin hij van leer trok over de te grote macht die de overheid zou krijgen. Hij prefereerde de Engelse aanpak.
De Tweede Kamer drong in 1909 aan op invoering van een wet op het levensverzekeringsbedrijf met o.a. als argument dat Nederlandse maatschappijen dan beter konden werken in landen waar al staatstoezicht was. In 1912 werd dan eindelijk een wetsontwerp ingediend, dat echter onvoldoende steun kreeg. Met het uitbreken van de Eerste Wereldoorlog waren er andere prioriteiten en de precaire financiële situatie bij de Algemeene bleef voorlopig nog verborgen.
In maart 1917 kwam minister Treub van financiën totaal onverwacht met een plan tot instellen van staatsmonopolies. Hij dacht te beginnen met het nationaliseren van het levensverzekeringsbedrijf, naar het voorbeeld van Italië. Daarna zou het brandverzekeringsbedrijf volgen. Met de opbrengst van zulke staatsbedrijven zouden de grote oorlogsleningen volgens hem sneller kunnen worden afgelost. Hij wilde alvast twee commissies installeren om de nationalisering voor te bereiden. 
De maatschappijen verenigden zich tegen dit voorstel. Vervolgens bleek dat het voorbeeld van Italië juist tegen nationalisering in Nederland pleitte en dat de minister een veel te rooskleurig beeld had over de opbrengsten van zulke staatsbedrijven. Met het vertrek van Treub als minister in september 1918 verdween ook zijn plan tot nationalisering..

## Fusieplannen

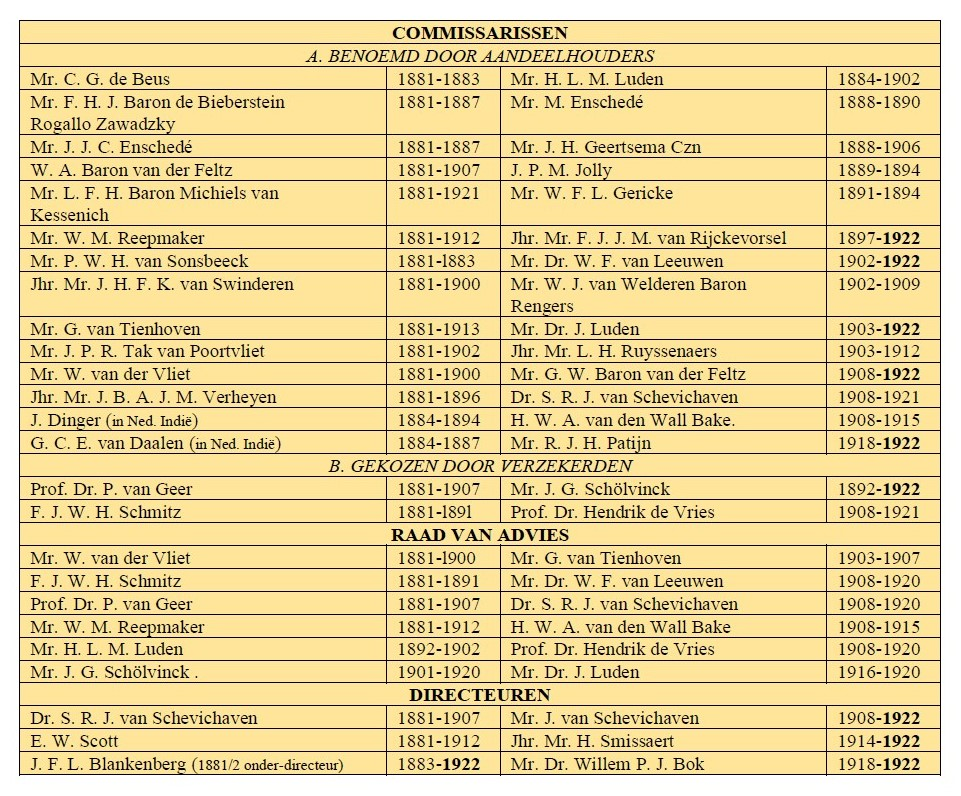
Tabel met de namen van commissarissen en directeuren van de Algemeene Maatschappij van Levensverzekering en Lijfrente tussen 1880 en 1922

In de loop van 1917 besloten commissarissen en directie een belangengemeenschap te vormen met de Eerste Nederlandsche Verzekeringsmaatschappij op het Leven en tegen Invaliditeit. Deze was in 1882 in Den Haag opgericht. Een commissaris en een directeur van de Eerste Nederlandsche kregen die functie tevens bij de Algemeene en vice versa. Op 5 september 1918 werd dit besluit bekrachtigd door de beide aandeelhoudersvergaderingen. Er werd al gedacht aan werken met één buitendienst in regio’s waar beide maatschappijen werkzaam waren en aan één hoofdkantoor voor de binnendienst. Het moment om als belangengemeenschap in de praktijk op te treden zou worden bepaald door de directies.
De directies beslisten in oktober 1919 dat ze zich zouden beperken tot de gebieden waar ze allebei al werkten: Nederland, België en Nederlandsch-Indië en dat een fusie niet was bedoeld. Op 5 september 1918 was wel degelijk gesproken over een toekomstige samensmelting. De Eerste Nederlandsche had inmiddels beter zicht gekregen op de werkelijke situatie van de Algemeene. Tussen september 1916 en juli 1919 had de Algemeene achttien huizen en zeven Noord-Hollandse boerderijen verkocht, terwijl tegelijkertijd grote hoeveelheden vreemde valuta werden gekocht om de reserves in het buitenland te dekken. Om de liquiditeit te vergroten besloot de Algemeene in april 1919 aan Nationaal Grondbezit 100 huizen in Amsterdam te verkopen.
In oktober 1919 wist men bij de Eerste Nederlandsche genoeg. Men wilde dat per 1 april 1920 de Algemeene in de gebieden van de belangengemeenschap geen nieuwe polissen meer zou sluiten. De Eerste Nederlandsche ging die taak helemaal zelf doen. De Algemeene moest zich beperken tot de afwikkeling van de eigen portefeuille. Dit betekende het einde van de belangengemeenschap en zou het begin worden van de liquidatie van de Algemeene. Het publiek mocht van deze afspraken niets horen omdat anders de onmacht van de Algemeene op straat zou liggen.
Er kwam niets van deze plannen. In het najaar van 1920 kreeg de pers lucht van de situatie waarin de Algemeene verkeerde. Haastig werd een commissie van advies ingesteld bestaande uit vier directeuren van andere maatschappijen. De regering werkte daaraan mee om te voorkomen dat de verzekerden in een al te slechte positie zouden komen. Het leidde tot de noodwet van 28 april 1921, die het mogelijk maakte de verzekeringen in stand te houden en in gereduceerde vorm aan andere maatschappijen over te dragen. Op 3 juni 1921 werd de Algemeene door de rechter onder de noodwet geplaatst.

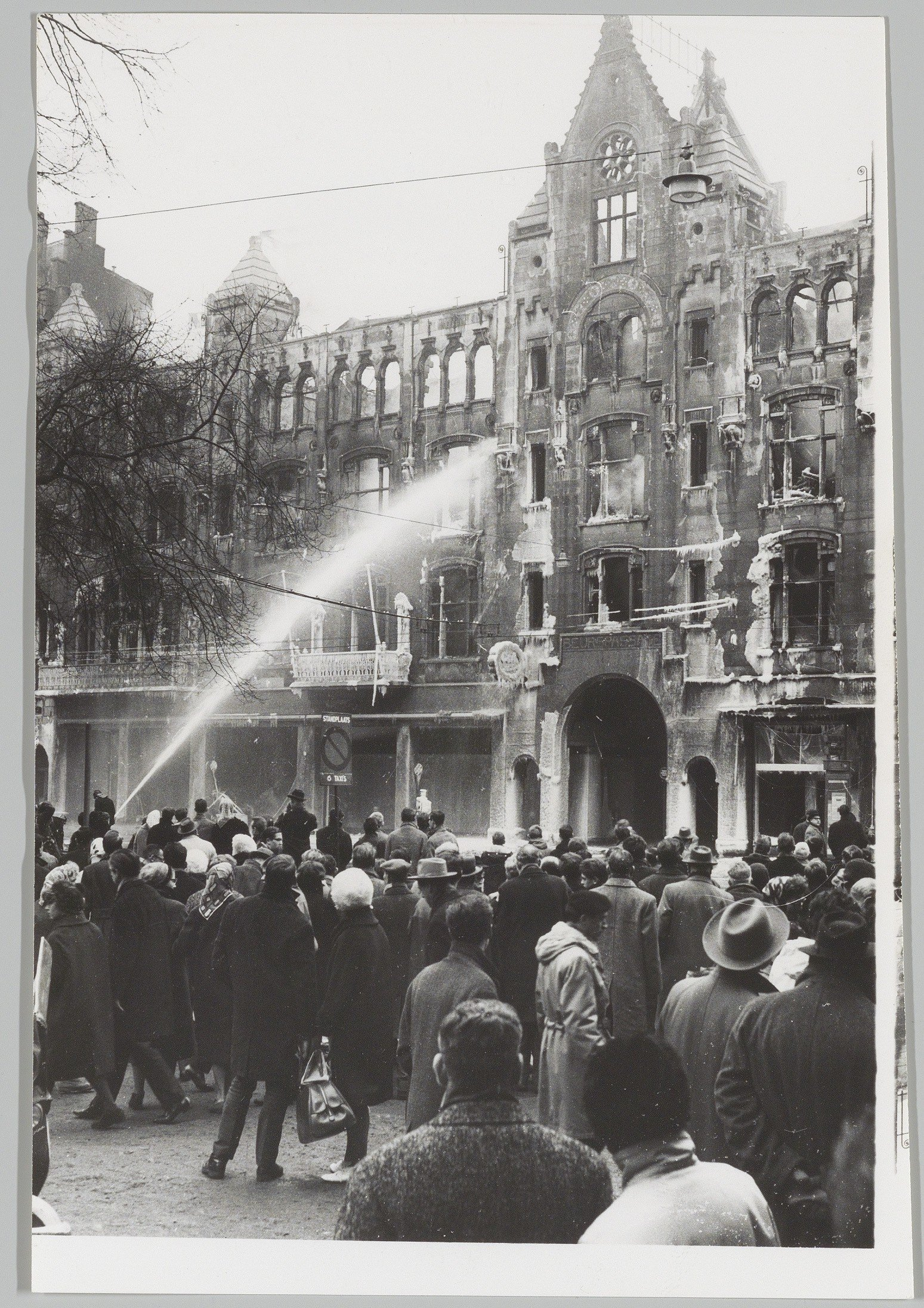
Het nablussen van het door brand verwoeste gebouw van C&A, Damrak 71-76.

## Liquidatie van de Algemeene
Mr. dr. F. Sleutelaar werd benoemd tot rechter-commissaris, belast met het onderzoeken en in kaart brengen van de werkelijke toestand van de Algemeene. Tevens werd een commissie van bijstand benoemd, waarin ook een bestuurslid van de in 1921 opgerichte vereniging van polishouders was opgenomen. Sleutelaar bracht zijn eindverslag uit in december 1922, maar al op 22 juni 1921 publiceerde hij dat in binnen- en buitenland slechts 40% zou worden betaald van de uitkeringen op lopende verzekeringen van de Algemeene .
Ondertussen werden portefeuilles van de Algemeene overgedragen aan andere maatschappijen. In september 1921 ging de Duitse portefeuille naar de Frankfurter Lebensversicherungs-Aktiengesellschaft en in oktober de Belgische en Luxemburgse portefeuilles naar de Compagnie Belge d’Assurance Alberta. In maart 1922 gingen de Nederlandsch-Indische portefeuille en de Zuid-Afrikaanse portefeuille over naar de Nederlandsch-Indische Levensverzekering en Lijfrente Maatschappij (Nillmij). De Nederlandse portefeuille ging in mei 1922 naar de Algemeene Friesche Levensverzekering maatschappij. Eveneens in mei gingen de verzekeringen in Franse valuta naar de Compagnie du Soleil, Société Anonyme Française d'Assurances sur la Vie te Parijs. In juli werden de portefeuilles van Hongarije en Oostenrijk ondergebracht bij een verzekeraar in de respectieve landen.
In april 1924 werd het reductiepercentage verhoogd van 40 naar 48%, eind 1926 werd het uiteindelijk 51,3%. De werking van de noodwet werd in 1926 in het belang van de schuldeisers verlengd tot 3 juni 1927. Daarna was de liquidatie voltooid. Op 6 januari 1927 werd een buitengewone algemene aandeelhoudersvergadering uitgeschreven, de laatste.
De noodwet die speciaal voor de Algemeene en de Verzekeringsbank Kosmos was gemaakt werd de basis voor de Wet op het Levensverzekeringsbedrijf die in 1922 van kracht werd. In 1923 werd de Verzekeringskamer opgericht.
Het monumentale gebouw aan het Damrak werd op 1 mei 1930 door de N.V. tot Exploitatie van Onroerende Zaken ‘De Beurspassage’ geheel ter beschikking gesteld aan de broers Clemens en August Brenninkmeijer (C&A) die hun winkels met confectiekleding aan de Nieuwendijk hadden. De noodzakelijke verbouwing werd begeleid door Karel Sickler, die zijn plannen had afgestemd met Berlage. Op 18 september 1930 werd de nieuwe dameszaak aan het Damrak geopend.
In 1963 werd het pand door brand verwoest.